# Доисторический Израиль и Левант

Левант

Доисторический период Израиля и Южного Леванта является составной частью доисторического Ближнего Востока, исключая территории Месопотамии и Аравии. Исторически Левант включает в себя земли современного Израиля, Иордании, Ливана, Сирии и Палестинской автономии.

## Палеолит

### Нижний палеолит
Орудия олдувайской культуры и окаменелости млекопитающих были найдены в долине Эз-Зарка (Иордания) в отложениях формации Даукара (Dawqara Formation), датируемых возрастом от 1,95 до 2,48 млн лет назад.
Наиболее ранние следы присутствия человеческого населения (останки Homo erectus) в эпоху плейстоцена на территории Леванта обнаружены в поселении Убайдия в долине реки Иордан, которое относится к нижнему палеолиту (около 1,4 млн л. н.). Группы каменных орудий (чопперы и бифасы) относятся к раннему ашельскому типу.
Нижний палеолит в Леванте также представлен стоянкой Еврон (Израиль), которая датируется возрастом 1 млн лет и принадлежит людям прямоходящим. Группа учёных из Израиля и Канады пришла к выводу, что её обитатели уже пользовались огнём. Аналогичными были стоянки с микролитической индустрией: Бизат Рухама, Гешер Бенот Яаков и пещера Табун. К позднеашельскому времени относится стоянка архантропов с тысячами каменных орудий, найденная в километре от Кфар-Сабы возле Джальджулии.

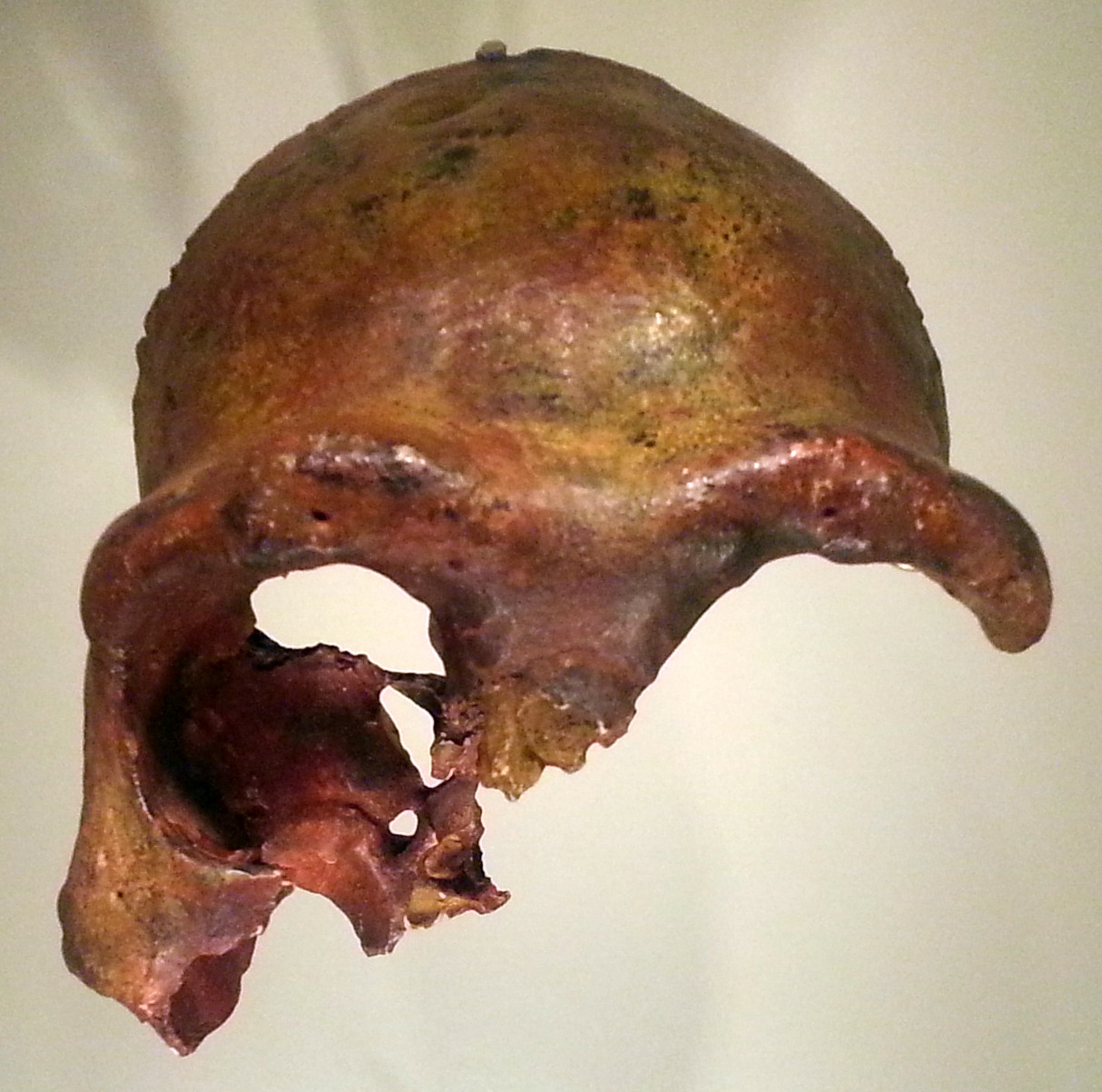
Галилейский человек из пещеры Зуттие

Человеческие останки нижнего палеолита из Южного Леванта немногочисленны. Некоторые исследователи полагают, что уже в нижнем палеолите появляются зачатки примитивного искусства: Венера из Берехат-Рама.

### Средний палеолит
Периодом начала среднего палеолита (200 тыс. лет назад) датируют останки «галилейского человека» из пещеры Мугарет-эль-Зуттие, которого относят к общим предкам неандертальцев и современных людей. В некоторой степени аналогичными являются останки человека из пещеры Кесем (Израиль). Подобные останки схожи с находками в пещерах Кафзех и Схул, которых одни исследователи сближают с людьми современного вида, а другие считают их вымершей разновидностью. Кости предполагаемых Homo sapiens из пещеры Мислия (Мислия 1) на горе Кармель датируются возрастом 194—177 тыс. лет назад. Человеческие останки среднего палеолита включают преимущественно неандертальцев (пещеры Кебара, Амуд и Табун, Шукба). Чересполосица останков людей современного вида и неандертальцев в эпоху среднего палеолита объясняется тем, что около 90 тыс. лет назад первая волна Homo Sapiens вышла из Африки и проникла на территорию Леванта, но впоследствии вымерла, уступив место неандертальцам.
Период среднего палеолита (около 250—48 тыс. лет назад) представлен в Израиле мустьерской культурой (Индустрия Леваллуа), известной по многочисленным стоянкам (как в пещерах, так и на открытой местности). Хронология мустьерского периода основывается на стратиграфии пещеры Табун.
Фрагмент кости первобытного тура с гравировкой, найденный на открытом местонахождении среднего палеолита в Нешер-Рамле (Nesher Ramla) в Иудейских горах, датируется возрастом около 120 тыс. л. н..
В конце среднего палеолита 74 тыс. лет назад произошло извержение супервулкана Тоба, которое вызвало эффект «ядерной зимы» и привело к временному глобальному похолоданию, что негативно сказалось на человеческой популяции.

### Верхний палеолит
В эпоху верхнего палеолита, примерно 55 тыс. лет назад на территории Леванта появляются кроманьонцы (пещера Манот), которые сосуществовали с обитавшими здесь ранее неандертальцами, датируется возрастом 51,8±4,5 или 54,7±5,5 тыс. лет. По-видимому, это была вторая волна расселения Homo Sapiens из Африки. Люди современного вида уже умели изготавливать женские бусы из раковин.
Первой археологической культурой Леванта в период верхнего палеолита считается Эмирийская культура (47—36 тыс. лет назад), которая затем сменяется Ахмарской культурой. Обе культуры имеют североафриканское происхождение и связаны с Атерийской культурой (150—20 тысячелетие до н. э.), в рамках которой уже были известны бусы из раковин, копья, лук и стрелы с каменными наконечниками. Завершающей эпоху верхнего палеолита был левантийский ориньяк.

## Мезолит или эпипалеолит

натуфийская культура

Эпипалеолит Леванта терминологически соответствует мезолиту и охватывает период с 21 по 9 тыс. до н.э. Первой эпипалеолитической культурой была Кебарская. Основой хозяйства была охота на газелей и собирательство. Помимо пещер строились и примитивные хижины круглой формы.
На последней стадии эпипалеолита (около 12 500—9500 лет до н. э.) в регионе возникла натуфийская культура, а охотники на газелей и собиратели зерен дикорастущей пшеницы начинают переходить к оседлому образу жизни. Так появляется поселение Абу-Хурейра, в котором проживало до 200 человек. Появляются круглые в плане жилища-землянки с очагом. В качестве хозяйственных емкостей использовались страусиные яйца.

## Неолит

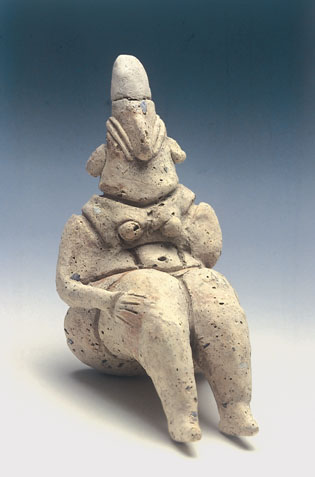
Глиняная статуэтка богини (Ярмукская культура)

Период неолита на Ближнем Востоке традиционно делится на докерамический неолит A, докерамический неолит B и керамический неолит. В этот период происходит неолитическая революция — переход к аграрному обществу и развитие местных земледельческих культур. Пример Хиамской культуры (Х—IХ тыс. до н. э.) показывает, что переход к земледелию ещё не осуществился, а основу хозяйства продолжали составлять охота и собирательство. Однако уже в докерамический период (VIII тыс. до н. э.) в Леванте появляется первый город Иерихон с каменной стеной, башней и кирпичными постройками с очагами. Аналогичным и гораздо более населенным был Айн-Гхасал и город рядом с Иерусалимом. Чуть позже появился Неолитический Ашкелон.
Первой керамической считается Ярмукская культура (VII—VI тыс. до н. э.). Носители культуры жили в поселениях (площадью ок. 20 га), состоящих из домов с дворами и улицами. В ярмукский период появляется городское поселение Угарит. Керамика была представлена сосудами и статуэтками.

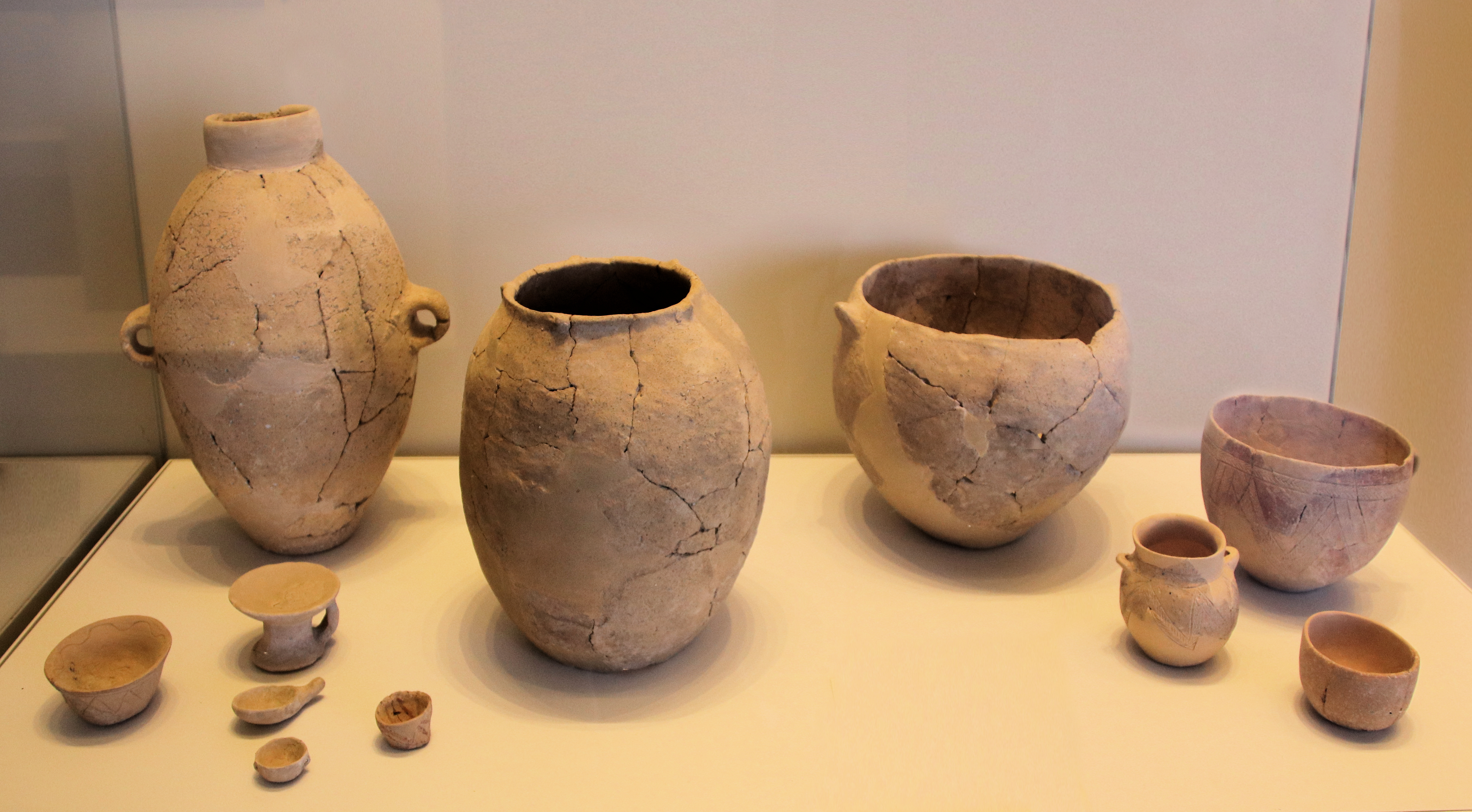
Керамика Ярмукской культуры

На неолитическом участке Бейсамун (Beisamoun) в Северном Израиле нашли яму для кремации, содержащую останки трупа, датируемого периодом между 7013 и 6700 годами до н. эр., что делает их старейшим известным примером кремации на Ближнем Востоке.

## Энеолит
Гасульская культура (около 3800—3350 гг. до н. э.), халколитическая по своему характеру, была смешанной земледельческой, основанной на крупномасштабной культивации зерновых (пшеницы и ячменя), интенсивном разведении огородных растений, коммерческом производстве вина и оливок, а по образу жизни — комбинацией сезонных переселений и кочевого пастушеского образа жизни. Покойников хоронили в каменных дольменах. Этим временем датируется мегалитический памятник Колесо духов (Гильгаль Рефаим).
В 3500 г до н. э. эблаиты (народ семитского происхождения) переселяется с территории юго-восточной Аравии на земли северного Леванта. К этому времени относится появление городов Эбла и Библ. Эблаитский язык имел письменность на основе клинописи.
В этот период устанавливаются устойчивые торговые отношения с соседними регионами: с Малой Азией, Кипром, Древним Египтом и Месопотамией.

## Бронзовый век

Северный Левант в составе Аккадской империи Саргона (III тыс. до н. э.)

После конца археологической фазы Урук (начало 3-го тысячелетия до н. э.) в Амуке, Сирии, и Ханаане наблюдается приток людей, создавших керамику типа Хирбет-Керак, которые пришли из Загросских гор к востоку от реки Тигр (см. Куро-аракская культура). По мнению ряда исследователей, это были хурриты, которых иногда отождествляют с библейским народом «хориты» (Хорреи, Бытие 14:6, 36:20, Второзаконие 2:12).

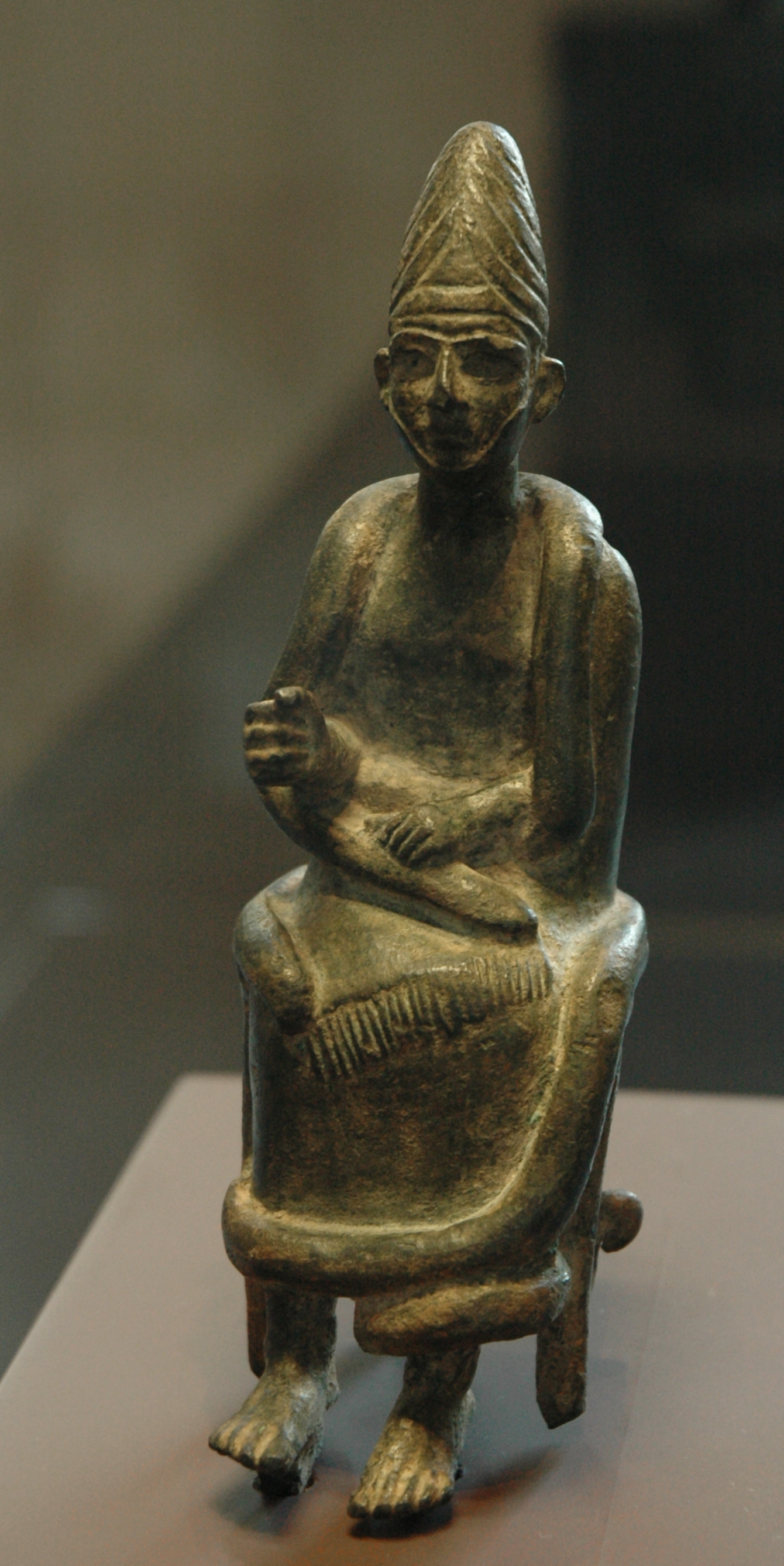
Бронзовая статуэтка богини из города Катна

Также в III тыс. до н. э. наблюдается новая миграция семитских племен из северо-западной Аравии, которая привела к появлению предков финикийцев на территории Ливана. В это время строится Тель-Хацор и Эмар.
Около 2300 г. до н. э. северная часть Леванта (Эбла) была завоевана войсками Аккадской империи Саргона. Таким образом, регион попадает в сферу влияния вавилонской цивилизации. После краха империи контроль за Левантом переходит к воинственным аморейским племенам. На территории Сирии образуется царство Ямхад.
Во II тыс. до н. э. аморейскую гегемонию разбивают хетты. Вместе с тем в это время получает распространение угаритская письменность, развивается городская культура (Алалах, Кадеш, Катна, Телль-эль-Хаммам), широко используются боевые колесницы.
Левант становится ареной ожесточенного противостояния Древнего Египта, Древнего Вавилона, Хеттского царства, кочевников шасу и народов моря, что характеризуется как Катастрофа бронзового века.